# Willy Kern
Willy Kern (Zurigo, 25 marzo 1914 – Zurigo, 13 dicembre 1990) è stato un ciclista su strada svizzero.

## Carriera
Corse prevalentemente come individuale. Nel 1939 tuttavia venne tesserato per una formazione francese, nella quale militava anche un giovane Fermo Camellini e negli ultimi anni di carriera corse per piccole formazioni svizzere. .
Ottenne molti piazzamenti nelle principali corse in linea ed a tappe del panorama ciclistico svizzero ma una sola affermazione tra i professionisti in una piccola corsa a tappe spagnola. 
Nel 1942 ottenne il secondo posto nella classifica generale del Tour de Suisse, battuto dal campione elvetico Ferdi Kübler e nel 1946 fu terzo al Nordwest-Schweizer-Rundfahrt.
Proprio nel 1946 venne convocato per la rassegna iridata casalinga di Zurigo, i primi dopo la fine della seconda guerra mondiale, vinta dal connazionale Hans Knecht davanti ai belgi Marcel Kint e Rik Van Steenbergen, che concluse al quindicesimo posto, sui diciassette dei trenta partenti che conclusero la prova.

## Palmarès
- 1945 (Individuale, una vittoria)

4ª tappa Circuito del Norte (Logroño > Pamplona)

## Piazzamenti

### Competizioni mondiali
- Campionati del mondo

Zurigo 1946 - In linea: 15º